# Carnivores: Ice Age
Carnivores: Ice Age es un videojuego shooter en primera persona desarrollado por Action Forms y distribuido por WizardWorks para Microsoft Windows. Es el tercer juego en la serie Carnivores. A diferencia de los juegos previos donde el jugador debe cazar dinosaurios, Carnivores: Ice Age permite al jugador acechar animales cenozoicos gigantes como los mamuts y los tigres dientes de sable. En 2011, el juego fue porteado a dispositivos iOS y Android por Tatem Games, y a la PlayStation Portable por WizardWorks.

## Argumento
La historia del juego sigue los eventos de sus predecesores, donde una corporación de la Tierra ha comprado los derechos de un planeta habitado por dinosaurios con el nombre clave FMM UV-32 y ha creado la corporación DinoHunt, permitiendo a los clientes cazar a los dinosaurios del planeta. Los científicos también han encontrado animales de la era del hielo viviendo en regiones árticas de FMM UV-32, y organizaron un programa de cacería separado para los animales más grandes.

## Jugabilidad
Carnivores: Ice Age es un shooter en primera persona en el cual el jugador puede cazar 10 animales incluyendo a Diatryma, Megaloceros, Smilodon, y el rinoceronte lanudo. Las armas incluyen una pistola, rifles, escopetas y una ballesta. Los accesorios como el camuflaje, aromas de cobertura, y el radar pueden ser utilizados durante las cacerías, pero su uso reducirá el puntaje final del jugador. El juego dispone de cinco niveles, cada uno con paisajes y criaturas diversos.

## Ports
Carnivores: Ice Age fue porteado a dispositivos móviles, apareciendo primero en iOS en los Estados Unidos el 8 de febrero de 2011. El juego fue posteriormente porteado a Android, y la versión de iOS/Android fue lanzada para PlayStation 3 y PlayStation Portable bajo el desarrollo de Beatshapers. Estas nuevas versiones de Carnivores: Ice Age cuentan con los mismos animales que antes, pero con la inclusión de un par de armas y criaturas nuevas para cazar. Los mapas permanecen iguales al original, con algunos ajustes menores para mejorar la jugabilidad.

## Recepción
| Aggregator | Score                                 |
| ---------- | ------------------------------------- |
| Metacritic | (iOS) 75/100 (PSP) 67/100 (PC) 54/100 |

| Publication                        | Score       |
| ---------------------------------- | ----------- |
| CNET Gamecenter                    | (PC) 5/10   |
| Computer Games Strategy Plus       | (PC)        |
| EP Daily                           | (PC) 6/10   |
| GameSpot                           | (PC) 5.4/10 |
| IGN                                | (PC) 5.1/10 |
| Jeuxvideo.com                      | (PSM) 15/20 |
| PlayStation Official Magazine – UK | (PSP) 5/10  |
| PC Gamer (US)                      | (PC) 15%    |
| Pocket Gamer                       | (iOS)       |

La versión de iOS recibió «reseñas generalmente favorables», mientras que las versiones de PC y PSP recibieron «reseñas mixtas o medias», de acuerdo con el sitio web agregador de reseñas Metacritic.
Slide to Play analizó la versión de iOS y criticó la dificultad del juego, pero declaró que «para el cazador dedicado de mamuts, Carnivores: Ice Age ofrece una experiencia bastante buena».